# Martin Lampkin
Harold Martin Lampkin, més conegut com a Martin Lampkin   (Silsden, West Yorkshire, 28 de desembre de 1950 - Silsden, West Yorkshire, 2 d'abril de 2016), fou un pilot anglès de trial que va destacar en aquest esport durant la dècada de 1970 i comencaments de la de 1980, època en què guanyà un Campionat d'Europa (1973) i el primer Campionat del Món mai disputat, el de 1975. A banda, va guanyar tres anys seguits els Sis Dies d'Escòcia de Trial (de 1976 a 1978), quatre vegades l'Scott Trial, dues el British Experts Trial i tres el Campionat britànic.
El seu fill, Dougie Lampkin, ha estat 12 vegades campió del món de trial (5 a l'aire lliure i 7 indoor), essent el pilot que més títols mundials ha guanyat mai d'aquest esport després de Toni Bou.

## Resum biogràfic
Conegut familiarment com a Mart, era el tercer germà d'una de les famílies més famoses dins l'esport del motociclisme durant la dècada de 1960 al Regne Unit. Els seus germans, Arthur i Alan (Sid) eren pilots oficials de proves de les motocicletes BSA, i amb elles obtingueren grans èxits en motocròs, trial i enduro, guanyant-ne gairebé totes les curses importants. Gràcies als seus triomfs van ser promocionats per la BBC com a model d'esportistes a imitar, i això els va fer molt populars durant anys.
Martin va començar com els seus germans, competint en diverses disciplines alhora, fins que es va especialitzar en el trial. Aviat va dominar aquest esport i a mitjan dècada de 1970 en va esdevenir un dels millors pilots internacionals, juntament amb el seu amic Malcolm Rathmell (també de Yorkshire), Mick Andrews, Ulf Karlson o Yrjö Vesterinen. Dotat d'una gran corpulència i amb una alçada d'1,87 m, el pilotatge de Lampkin destacava pel seu ímpetu i temeritat. De fet, el físic de Lampkin va empènyer anys a venir l'empresa Bultaco a desenvolupar la nova Sherpa T de 325 cc, ja que la clàssica de 250 cc "se li feia petita".
Lampkin es va retirar de la competició professional el 1983. Des d'aleshores fou un reeixit home de negocis i entre d'altres regentà un pub a Greenhow Hill, un restaurant, un concessionari d'automòbils i un quiosc a Silsden. Quan les seves obligacions li ho permetien, li agradava practicar el golf. La seva residència habitual era a Keighley, prop de Silsden, on el seu pare i germans regentaven una empresa familiar d'enginyeria industrial.
Casat amb Isabel, tenia dos fills que també han destacat en l'esport del motociclisme: Dougie, nascut el 1976 i 7 vegades campió del món de trial i Harry, nascut el 1978. Sovint, els negocis de Martin li permeteren d'acompanyar arreu del món el seu fill Dougie, per al qual va fer de "motxiller" en moltes ocasions, col·laborant al seu èxit espectacular en aquest esport. El seu nebot, John Lampkin, també va destacar en les competicions internacionals de trial durant la dècada de 1980.
Martin Lampkin es va morir a 65 anys, víctima d'un càncer.

## Trajectòria esportiva

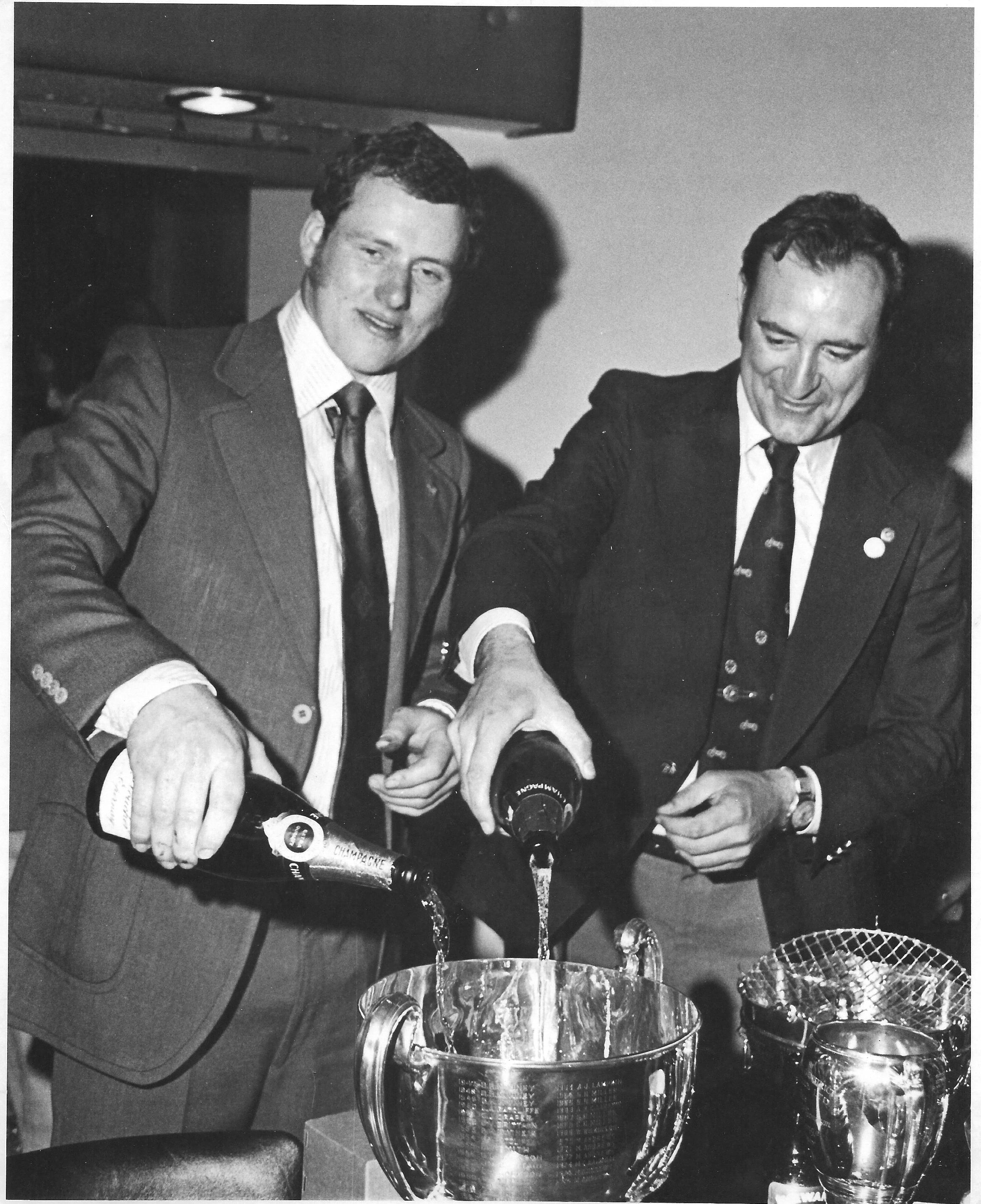
Amb Oriol Puig Bultó (dreta), celebrant la victòria als SSDT de 1976

El pare de Martin va entrar a treballar a la fàbrica de munició BSA durant la Segona Guerra Mundial. Aquesta empresa va passar a fabricar motocicletes un cop acabada la guerra.
El germà gran de Martin, Arthur, va ser el primer de la família a destacar en l'esport de la motocicleta i es va convertir en el pilot oficial més jove de BSA. El segon germà, Alan, el va seguir ben aviat. Martin va viure doncs l'ambient de la competició des de ben petit.
Aviat va començar a competir en trial, motocròs i enduro, obtenint molt bons resultats en totes aquestes disciplines (va disputar la seva primera cursa l'u de gener de 1967 amb una BSA 250, acabant tercer en la categoria de debutants). Aquells primers anys va pilotar motocicletes BSA, Greeves, Husqvarna i Suzuki, esdevenint pilot oficial de l'importador britànic d'aquesta marca japonesa.
Quan Suzuki va decidir abandonar el seu projecte de moto de trial, els seus pilots van passar a córrer per a Comerfords, l'importador de Bultaco al Regne Unit. Quan Lampkin es va estrenar en competició amb la Bultaco Sherpa T al Scott Trial, malgrat trencar la palanca de canvis va aconseguir acabar en tercera posició. Gràcies a aquesta proesa, Lampkin fou convidat per l'empresa catalana al "Trial de Sant Antoni", una prova d'entrenament que organitzava sovint l'amo de la fàbrica, Francesc Xavier Bultó (Don Paco), a la seva finca de Sant Antoni a Cunit (Baix Penedès). Amb Don Paco com a testimoni, Lampkin va guanyar aquell trial, competint entre d'altres contra el gran campió Sammy Miller. Tot seguit, Martin Lampkin fou fitxat per Bultaco i va córrer unes quantes proves del Campionat Europeu de 1971, i ja tot el campionat sencer el 1972. Aquell mateix any, a Anglaterra, va obtenir la primera de les seves set victòries a l'Allan Jefferies Trial.

### L'amistat amb Rathmell
En aquella època, el seu amic Malcolm Rathmell era també pilot oficial de Bultaco. Viatjaven junts arreu, i entre ells dos va néixer una sana rivalitat que els esperonava a superar-se constantment. Sovint entrenaven junts, tot i que tenien estils de conducció molt diferents. D'una banda, l'estil acurat i lent de Rathmell, de l'altra, la conducció brutal, ràpida i fogosa de Lampkin.

### Els títols de 1973 i 1975
Martin va tenir un gran any el 1973, guanyant el campionat britànic i el d'Europa. L'any següent, 1974, Rathmell va ser millor i va guanyar el Campionat d'Europa. Aquell any Lampkin no va quedar gaire convençut amb la nova Sherpa de 325 cc, i de cara a 1975 va mirar de convèncer els tècnics de Bultaco d'arribar als 350 cc i anar pujant fins a arribar als 370 cc. Els tècnics pensaven que amb tanta potència seria un motor ingovernable, però Lampkin deia que s'adaptava perfectament al seu estil de pilotatge i de fet va quedar molt content amb el resultat.
Aquell any, 1975, Lampkin va guanyar el primer Campionat del Món de trial de la història, amb un resultat final ajustadíssim i decidit a la darrera prova, a Txecoslovàquia. El resultat final del campionat fou:
1. Martin Lampkin (101 punts), Campió.
2. Yrjö Vesterinen (100 punts), subcampió.
3. Malcolm Rathmell (99 punts), tercer.

### L'era Vesterinen
Els següents tres anys el finlandès Vesterinen va respondre amb un 'hat trick', aconseguint tres títols mundials consecutius. Lampkin va ser tercer el 1976, quart el 1977 i subcampió el 1978, a només dos punts del finès. Aquell any Lampkin va guanyar els Sis Dies d'Escòcia de Trial (Scottish Six Days Trial o SSDT) per tercer any consecutiu, més l'Scott Trial i el campionat britànic per segona vegada. La rivalitat entre Lampkin i Vesterinen va ser sonada, amb certs moments de tibantor, però al final van arribar a establir una bona relació.
L'any 1979, Lampkin va acabar segon als SSDT darrere Malcolm Rathmell, a només dos punts de distància (69-71).

### La fi de Bultaco
Bultaco va començar 1980 en crisi profunda, i Lampkin es va veure empès a renunciar a seguir corrent amb la Sherpa, la moto artífex dels seus majors èxits. Només 10 dies abans dels SSDT va acceptar a contracor l'oferta de la marca italiana SWM. Amb aquesta moto (equipada amb motor austríac Rotax) va guanyar el campionat britànic d'aquell any, però l'experiència no va fructificar. La moto no l'acabava de convèncer i amb el temps havia anat perdent la motivació d'abans. Després d'uns anys d'anar trampejant amb la SWM i alguna provatura amb Fantic i amb Montesa (contractat per l'importador britànic, Jim Sandiford), veient que la seva època ja havia passat es va retirar definitivament de la competició el 1983, concretament després de la darrera prova del campionat britànic, el Red Rose Trial.
Segons Lampkin, mai no s'havia sentit tan bé com quan corria per a Bultaco, on Don Paco era l'ànima de l'empresa i els pilots eren tractats amb molt d'afecte. En una entrevista explicava que els anys que va guanyar la prova catalana del Campionat del Món, el Trial de Sant Llorenç (celebrat anualment pels volts del Parc Natural de Sant Llorenç del Munt, al Vallès) era rebut a la fàbrica de Sant Adrià del Besòs amb tots els honors, com un heroi.

## Palmarès en trial
| Any             | Motocicleta     | Campionat del Món | Campionat britànic | SSDT | Scott Trial | Títols |   |
| --------------- | --------------- | ----------------- | ------------------ | ---- | ----------- | ------ | - |
| 1970            | Bultaco         | -                 | 15è                |      |             | -      |   |
| 1971            | Bultaco         | 11è               | 3r                 |      |             | -      |   |
| 1972            | Bultaco         | 3r                | 2n                 |      |             | -      |   |
| 1973            | Bultaco         | 1r                | 1r                 | 3r   |             | 2      |   |
| 1974            | Bultaco         | 4t                | 2n                 |      |             | -      |   |
| 1975            | Bultaco         | 1r                | 2n                 |      |             | 1      |   |
| 1976            | Bultaco         | 3r                | 2n                 | 1r   |             | -      |   |
| 1977            | Bultaco         | 4t                | 2n                 | 1r   | 1r          | -      |   |
| 1978            | Bultaco         | 2n                | 1r                 | 1r   | 1r          | 1      |   |
| 1979            | Bultaco         | 4t                | 2n                 | 2n   |             | -      |   |
| 1980            | Bultaco/SWM     | 5è                | 1r                 |      |             | 1      |   |
| 1981            | SWM             | 10è               | 3r                 | 3r   | 1r          | -      |   |
| 1982            | SWM             | 12è               | 2n                 |      | 1r          | -      |   |
| 1983            | SWM             | -                 | 7è                 |      |             | -      |   |
| Total victòries | Total victòries |                   |                    | 3    | 4           | 7      | 7 |
| Total títols    | Total títols    | 2                 | 3                  |      |             | 5      |   |

Notes
1. ↑  Al total de títols s'hi compten tots els campionats estatals o internacionals guanyats
2. ↑  Fins al 1974 el Campionat era d'Europa, i a partir de 1975 va passar a anomenar-se Campionat del Món
3. ↑  Al total de victòries s'hi compten totes les aconseguides als SSDT i al Scott Trial